# Rów Orawicki

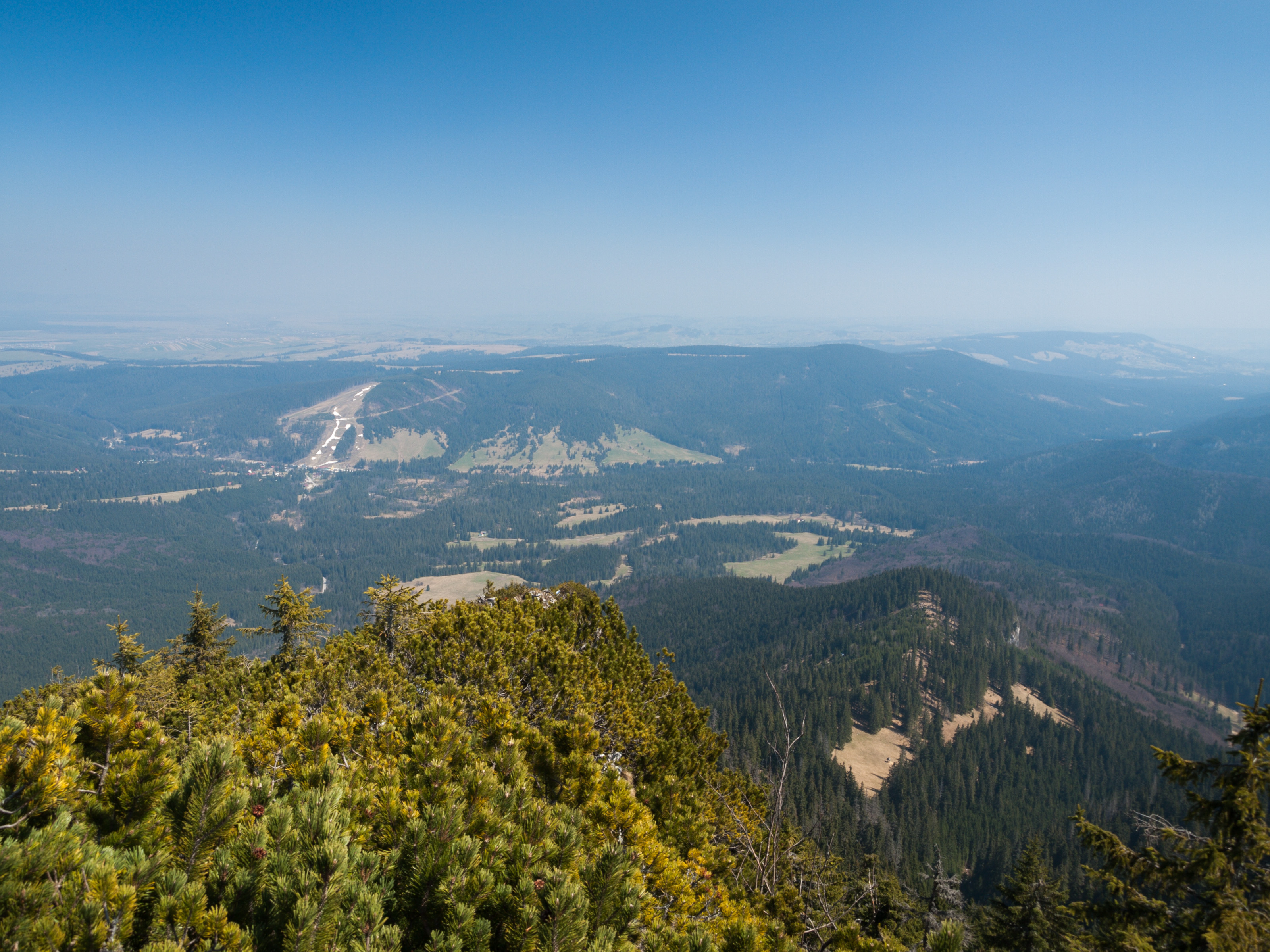
Widok na Rów Podtatrzański z Rzędowego Zwornika (północnego wierzchołka Osobitej)

Rów Orawicki (słow. Oravická brázda) – odcinek Rowu Podtatrzańskiego od przełęczy Borek po Bramę Orawską. Tworzą go kolejno: Dolina Mihulcza, Kotlina Orawicka i Dolina Cicha Orawska:
Rów Orawicki oddziela Tatry Zachodnie od Skoruszyńskich Wierchów i Orawicko-Witowskich Wierchów. Zabudowana jest tylko niewielka, środkowa jego część – osiedle Orawice. Pozostałą część zajmują lasy, lub rozległe łąki i polany. Tatrzańska część wchodzi w skład TANAP-u
Cały Rów Orawicki należy do zlewni Morza Czarnego. Najniższe miejsce rowu znajduje się w Orawicach, przy kapielisku termalnym. Płynąca tędy rzeka Orawica zbiera wody z całego Rowu Orawickiego, przełamuje Pogórze Skoruszyńskie i spływa w północno-zachodnim kierunku nienależącą już do rowu Doliną Orawicką.

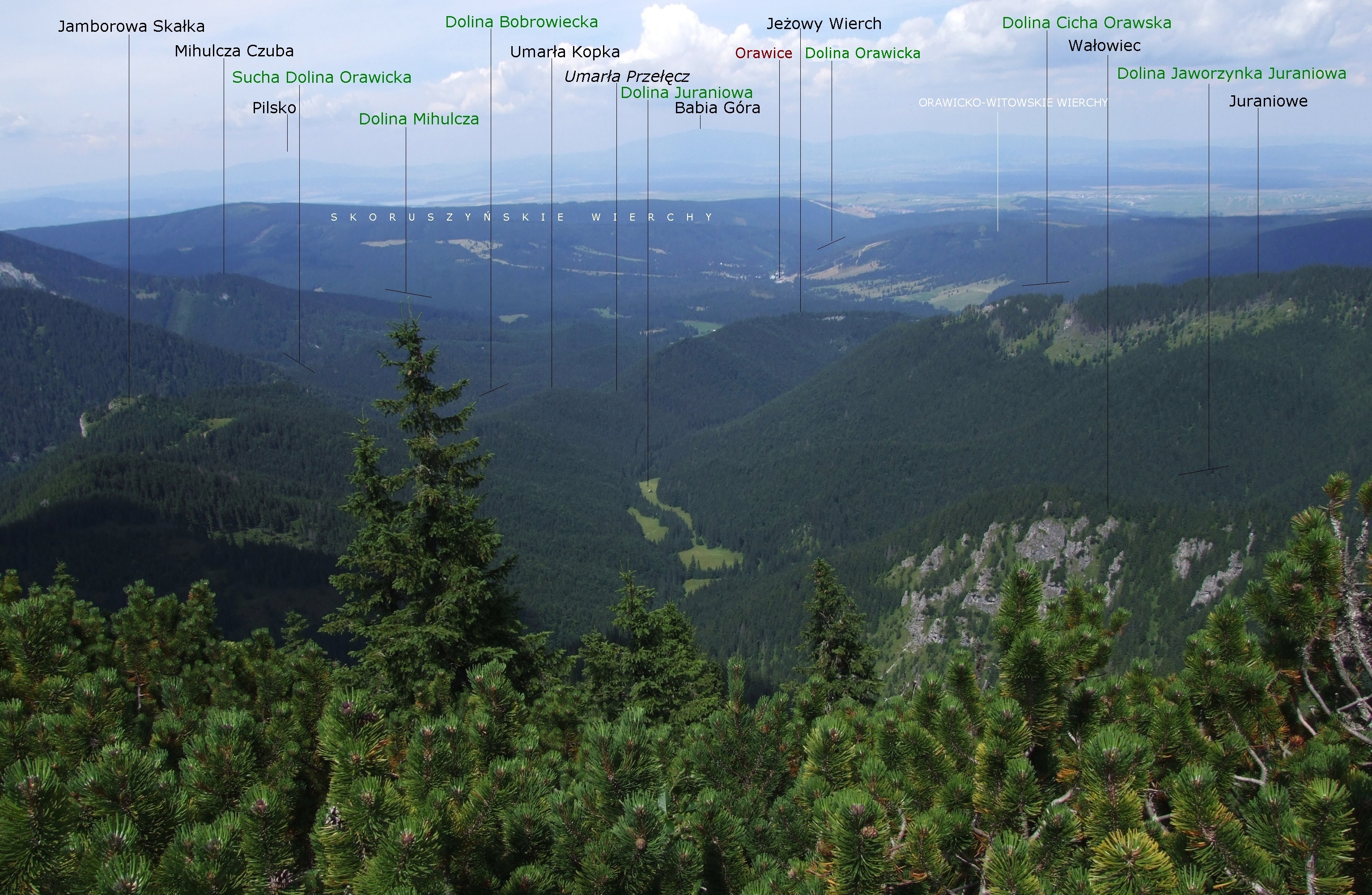
Widok na Rów Orawicki z Bobrowca